# Krasimir Anev
 Krasimir Anev, celým jménem Krasimir Dimitrov Anev (bulharsky Красимир Димитров Анев), (* 16. června 1987 Samokov) je bývalý bulharský biatlonista a několikanásobný medailista z Mistrovství Evropy.
V závodech ve Světovém poháru závodil od listopadu 2006 do roku 2020. Ve své kariéře nezvítězil v žádném individuálním, ani kolektivním závodě. ve dvou kolektivních závodech. Jeho největším individuálním úspěchem je čtvrté místo ze závodu s hromadným startem z Oberhof z ledna 2015. 
Sportovní kariéru ukončil v roce 2020.
V listopadu 2023 se objevila zpráva, že se střelil legálně drženou zbraní do břicha a jeho udržován v umělém spánku ve vážném stavu.

## Výsledky

### Olympijské hry a mistrovství světa
| Sezóna  | Akce | Místo         | SP  | SZ  | HZ  | IZ  | ŠT  | SŠT | SZD | Věk    |
| ------- | ---- | ------------- | --- | --- | --- | --- | --- | --- | --- | ------ |
| 2014/15 | MS   | Kontiolahti   | 52. | 49. | –   | 19. | 16. | 18. | ×   | 27 let |
| 2015/16 | MS   | Oslo          | 34. | 29. | 25. | 12. | 13. | 16. | ×   | 28 let |
| 2016/17 | MS   | Hochfilzen    | 6.  | 7.  | 12. | 16. | 9.  | –   | ×   | 29 let |
| 2017/18 | ZOH  | Pchjongčchang | 37. | 45. | –   | 25. | 16. | 17. | ×   | 30 let |
| 2018/19 | MS   | Östersund     | 28. | 39. | –   | 27. | 9.  | 21. | –   | 31 let |
| 2019/20 | MS   | Anterselva    | 30. | 13. | 16. | 18. | 11. | –   | –   | 32 let |

Poznámka: Výsledky z olympijských her se od roku od 2014 do hodnocení světového poháru nezapočítávají.